# Braintree Town FC
Braintree Town Football Club – angielski klub piłkarski mający siedzibę w Braintree w hrabstwie Essex. Klub bierze udział w National League. Zespół rozgrywa swoje mecze domowe na Cressing Road (Stadion Amlin).

## Historia
Klub został założony w 1898 roku jako Manor Works. Wtedy zdobyli przydomek żelaźni. Nowy klub przejął barwy niedawno zamkniętego Braintree FC na północnym Essex League, a także przejął większości z byłych klubowych graczy.
W 1921 r. nazwa została zmieniona na Crittall Athletic, by bardziej utożsamiać się z ich spółką dominującą. W roku 1954 drużyna przeszła na zawodowstwo, ale problemy finansowe zmusiły ją do powrotu do zespołu amatorskiego. W 1968 roku zostali przemianowani na Braintree & Crittall Athletic. W 1981 roku wszystkie połączenia z Crittall zostały zerwane, a klub zmienił nazwę na Braintree FC, a w 1983 przyjmując swoją obecną nazwę.

## Stadion
Po założeniu początkowo grali na Fair Field, teraz w miejscu ratusza, biblioteki i dworca autobusowego. W 1903 przenieśli się do Meadow Spaldings w Panfield Lane. W 1923 roku klub przeniósł się na Cressing Road. Ze względu na problemy z boiskiem w 1975 roku klub został zmuszony grać mecze w kilku innych miejscach, w tym Heybridge Switfs Scraley Road, Braintree Rugby Club Tabor Avenue (na początku 1975/76 sezonu) i Courtaulds Sports Ground w Church Street w Bocking.
Obecnie mecze są rozgrywane na Cressing Road, w Braintree. Stadion może pomieścić 4202 widzów (w tym 533 miejsc siedzących)

## Aktualny skład
| Nr | Poz. | Piłkarz               |
| -- | ---- | --------------------- |
| 1  | BR   | Nathan McDonald       |
| 2  | OB   | Ryan Peters           |
| 3  | OB   | Sam Habergham         |
| 5  | OB   | Matt Paine            |
| 6  | PO   | Bradley Quinton       |
| 7  | PO   | Nicky Symons          |
| 8  | PO   | Kenny Davis (Kapitan) |
| 9  | NA   | Sean Marks            |
| 10 | PO   | Josh Dawkin           |
| 11 | PO   | Daniel Sparkes        |
| 12 | PO   | Luke Daley            |
| 14 | NA   | Kaine Shephard        |
| 15 | OB   | Alan Massey           |

| Nr | Poz. | Piłkarz        |
| -- | ---- | -------------- |
| 16 | OB   | Pat O’Connor   |
| 17 | PO   | James Mulley   |
| 19 | OB   | Dean Wells     |
| 20 | NA   | Daniel Holman  |
| 21 | OB   | David Stevens  |
| 22 | BR   | Danny Naisbitt |
| 24 | PO   | Luke Clark     |
| 28 | OB   | Ryan Watts     |

## Władze klubu
- Manager: Alan Devonshire
- Asystent managera: Keith Rowland
- Trener bramkarzy: Paul Catley
- Fizjoterapeuta: Steve Gracie
- Szef skautów: Lee Devonshire
- Asystent od skautingu: Fred Spencer
- Zastępczy kierownik drużyny: Mark Sansom
- Manager drużyny kobiet: David Streetley
- Trener drużyny kobiet: Dave Clarke
- Spiker: Ashley Clinch

## Sukcesy
- Conference South
  - Zwycięzcy w sezonie 2010–11
- Isthmian League
  - Zwycięzcy w sezonie 2005–06
- Eastern Counties League
  - Zwycięzcy w sezonach 1936–37, 1983–84, 1984–85
  - Zdobywcy Pucharu Ligi w sezonie 1987–88
- London League
  - Zdobywcy Pucharu Ligi w sezonach 1948–49, 1951–52
- Essex & Suffolk Border League
  - Zwycięzcy w sezonie 1959–60
  - Zdobywcy Pucharu Ligi w sezonie 1959–60
- North Essex League
  - Zwycięzcy w sezonach 1905–06, 1910–11, 1911–12
- Essex Senior Cup
  - Zwycięzcy w sezonie 1995–96
- Essex Senior Trophy
  - Zwycięzcy w sezonie 1986–87

## Inne zespoły
- Rezerwy Braintree Town grają w Division One z Eastern Counties League.
- Zespół Braintree Town ‘A’ gra w Capital Football League.
- Zespół młodzików (poniżej 18) gra w Eastern Counties League Reserve South Division.
- Drużyna kobiet Braintree Town gra w Eastern Region Premier League.